# Prendiluna
Prendilicato l'11 maggio 2017 dalla casa editrice Feltrinelli.

## Trama
La vecchia maestra in pensione Prendiluna vive in una casetta nel bosco. Il soprannome le era stato dato da bambina, quando aveva visto per la prima volta la luna e si era messa a saltare e gridare per prenderla e portarla giù.
L'avventura ha inizio una notte in cui si sente sola e i Diecimici che di solito popolano la sua casa sono tutti nel bosco. Mentre scruta l'oscurità e fischia per farli tornare si lascia andare ai ricordi. All'improvviso le appare Ariel, il suo gatto preferito, morto da tanti anni, che le affida la Missione: ha otto giorni di tempo per consegnare ciascuno dei Diecimici a una persona buona e giusta, se non lo farà, il mondo sarà annientato.
La mattina dopo Prendiluna mette i dieci gatti in una grossa valigia con buchi e rotelle, si carica uno zaino in spalla e dà inizio alla ricerca. Nel corso del suo incredibile viaggio incontrerà alcuni dei suoi ex allievi, personaggi con poteri soprannaturali, comici e esseri crudeli attraverso lo squallido rettilario dell'ambiente televisivo, la gioia dei bimbi che hanno imparato a giocare al Pallone Invisibile, le periferie tristi e le gallerie dove sono rifugiati i dannati della città.

## Recensioni
Prendiluna é valutato in media 3,8 stelle su amazon, e 4,1 stelle su IBS.it

## Edizioni
- Stefano Benni, Prendiluna, collana I Narratori, Feltrinelli, 2017,  pp. 224, ISBN 9788807032400.